# Campeonato Mundial de Atletismo Júnior de 2010 - Lançamento de dardo feminino
A prova do lançamento de dardo feminino do Campeonato Mundial de Atletismo Júnior de 2010 ocorreu entre os dias 20 e 21 de julho em Moncton, no Canadá. 

## Recordes
Antes desta competição, os recordes mundiais e do campeonato nesta prova eram os seguintes:
|     | Nome        | Nacionalidade | Distância | Local     | Data                |
| --- | ----------- | ------------- | --------- | --------- | ------------------- |
| WJR | Vira Rebryk | Ucrânia       | 63.01 m   | Bydgoszcz | 10 de julho de 2008 |
| CR  | Vira Rebryk | Ucrânia       | 63.01 m   | Bydgoszcz | 10 de julho de 2008 |

## Medalhistas
| Ouro                  | Prata           | Bronze             |
| Sanni Utriainen (FIN) | Līna Mūze (LAT) | Tazmin Brits (RSA) |

## Cronograma
Todos os horários são locais (UTC-4).
| Data        | Hora  | Evento       |
| ----------- | ----- | ------------ |
| 20 de julho | 09:30 | Qualificação |
| 21 de julho | 20:25 | Final        |

## Resultados

### Qualificação
A qualificação se iniciou no dia 20 de julho ás 09:30. 
Grupo A
| Posição | Atleta            | Nacionalidade  | Tentativas | Tentativas | Tentativas | Resultados | Notas |
| Posição | Atleta            | Nacionalidade  | 1          | 2          | 3          | Resultados | Notas |
| ------- | ----------------- | -------------- | ---------- | ---------- | ---------- | ---------- | ----- |
| 1       | Sanni Utriainen   | Finlândia      | 47.88      | 45.33      | 55.27      | 55.27      | Q     |
| 2       | Līna Mūze         | Letónia        | 54.87      | -          | -          | 54.87      | Q     |
| 3       | Lismania Muñoz    | Cuba           | 47.31      | 52.99      | 51.69      | 52.99      | q     |
| 4       | Lisanne Schol     | Países Baixos  | 45.74      | 46.77      | 48.92      | 48.92      | q     |
| 5       | Tazmin Brits      | África do Sul  | 48.68      | 48.10      | 47.79      | 48.68      | q     |
| 6       | Emelie Larsson    | Suécia         | 42.93      | 47.68      | 48.26      | 48.26      |       |
| 7       | Avione Allgood    | Estados Unidos | 45.55      | 48.00      | 45.31      | 48.00      |       |
| 8       | Wu I-Wen          | Taipé Chinesa  | 41.82      | 46.70      | 44.47      | 46.70      |       |
| 9       | Gülsüm Günes      | Turquia        | 46.68      | 45.86      | 45.30      | 46.68      |       |
| 10      | Laura Henkel      | Alemanha       | 46.29      | 45.49      | 43.25      | 46.29      |       |
| 11      | Vilma Rantalainen | Finlândia      | 40.28      | 43.48      | 38.08      | 43.48      |       |
| 12      | Betzabet Menéndez | México         | 39.31      | 43.26      | 42.96      | 43.26      |       |

Grupo B
| Posição | Atleta               | Nacionalidade  | Tentativas | Tentativas | Tentativas | Resultados | Notas |
| Posição | Atleta               | Nacionalidade  | 1          | 2          | 3          | Resultados | Notas |
| ------- | -------------------- | -------------- | ---------- | ---------- | ---------- | ---------- | ----- |
| 1       | María Murillo        | Colômbia       | 49.16      | 51.99      | 50.42      | 51.99      | q     |
| 2       | Sarah Mayer          | Alemanha       | 50.86      | 48.44      | 49.11      | 50.86      | q     |
| 3       | Rafaela Gonçalves    | Brasil         | 50.13      | 49.62      | x          | 50.13      | q     |
| 4       | Anna Habina          | Ucrânia        | 49.87      | 49.94      | x          | 49.94      | q     |
| 5       | Allison Updike       | Estados Unidos | 46.80      | 47.03      | 48.93      | 48.93      | q     |
| 6       | Chen Min-Fang        | Taipé Chinesa  | 48.82      | 48.01      | 43.18      | 48.82      | q     |
| 7       | Tiffany Perkins      | Canadá         | 48.46      | x          | 42.59      | 48.46      | q     |
| 8       | Liina Laasma         | Estónia        | 43.85      | 44.17      | 48.22      | 48.22      |       |
| 9       | Marija Vucenovic     | Sérvia}        | 47.86      | 48.10      | 46.67      | 48.10      |       |
| 10      | Karolina Mor         | Polónia        | 47.96      | x          | 47.25      | 47.96      |       |
| 11      | Tatsiana Khaladovich | Bielorrússia   | 45.99      | 45.29      | x          | 45.99      |       |

### Final
A prova final foi realizada no dia 21 de julho ás 20:25. 
| Posição           | Atleta            | Nacionalidade  | Tentativas | Tentativas | Tentativas | Tentativas | Tentativas | Tentativas | Resultados | Notas |
| Posição           | Atleta            | Nacionalidade  | 1          | 2          | 3          | 4          | 5          | 6          | Resultados | Notas |
| ----------------- | ----------------- | -------------- | ---------- | ---------- | ---------- | ---------- | ---------- | ---------- | ---------- | ----- |
| Medalha de ouro   | Sanni Utriainen   | Finlândia      | 54.31      | 49.92      | x          | x          | 55.36      | 56.69      | 56.69      |       |
| Medalha de prata  | Līna Mūze         | Letónia        | 49.44      | x          | 45.82      | 56.64      | x          | 54.57      | 56.64      |       |
| Medalha de bronze | Tazmin Brits      | África do Sul  | 50.25      | x          | 48.41      | 54.55      | 53.79      | x          | 54.55      |       |
| 4                 | María Murillo     | Colômbia       | 46.95      | 54.44      | 51.84      | 50.58      | x          | 51.95      | 54.44      |       |
| 5                 | Rafaela Gonçalves | Brasil         | 50.61      | 52.50      | 53.29      | 50.22      | x          | 49.81      | 53.29      |       |
| 6                 | Lismania Muñoz    | Cuba           | 51.97      | x          | 49.87      | 50.26      | 52.87      | 48.75      | 52.87      |       |
| 7                 | Anna Habina       | Ucrânia        | 50.61      | 50.13      | x          | 50.70      | x          | 48.68      | 50.70      |       |
| 8                 | Allison Updike    | Estados Unidos | 50.08      | 49.87      | 48.46      | x          | x          | 47.70      | 50.08      |       |
|                   |                   |                |            |            |            |            |            |            |            |       |
| 9                 | Lisanne Schol     | Países Baixos  | 44.81      | 49.03      | x          |            |            |            | 49.03      |       |
| 10                | Sarah Mayer       | Alemanha       | 48.89      | x          | x          |            |            |            | 48.89      |       |
| 11                | Tiffany Perkins   | Canadá         | 45.83      | x          | x          |            |            |            | 45.83      |       |
| 12                | Chen Min-Fang     | Taipé Chinesa  | 42.44      | 42.44      | 42.42      |            |            |            | 42.44      |       |

Legenda
| Recorde mundial       | Recorde mundial (World record)               |                       | Recorde africano                      | Recorde africano (African) |                                           | Q | Classificado por posição (Qualified) |
| Recorde do campeonato | Recorde do campeonato (Championship record)  | Recorde da América    | Recorde da América (Americas)         | q                          | Classificado por melhor tempo (Qualified) |   |                                      |
| Melhor marca do ano   | Melhor marca do ano (World leading)          | Recorde asiático      | Recorde asiático (Asian)              | DNS                        | Não largou (Did not start)                |   |                                      |
| Recorde nacional      | Recorde nacional (National record)           | Recorde europeu       | Recorde europeu (European)            | DNF                        | Não terminou (Did not finish)             |   |                                      |
| Recorde pessoal       | Recorde pessoal do atleta (Personal best)    | Recorde da Oceania    | Recorde da Oceania (Oceania)          | DSQ / DQ                   | Desclassificado (Disqualified)            |   |                                      |
| Recorde da temporada  | Recorde da temporada do atleta (Season best) | Recorde sul-americano | Recorde sul-americano (South America) | NM                         | Sem marca (No mark)                       |   |                                      |